# Das Licht
Das Licht (tłum. Światło) – niemiecki dramat filmowy z 2025 roku w reżyserii Toma Tykwera. Jest to pierwsza produkcja Tykwera po osmioletniej przerwie.

## Fabuła
Film opowiada o losach rodziny Engels, która składa się z Tima i jego żony Mileny, dwójki bliźniaków Frieda i Jon oraz z niezamężnego dziecka imieniem Dio. Ich życie rodzinne coraz bardziej się rozpada. Zmienia się to w momencie, gdy syryjska imigrantka Farrah zostaje u nich zatrudniona jako gospodyni domowa. Za pomocą lampy rozszerzającej świadomość pragnie uzdrowić sytuację rodzinną, ale nie do końca bezinteresownie.

## Obsada
- Nicolette Krebitz jako Milena Engels[2]
- Lars Eidinger jako Tim Engels[2]
- Tala Al-Deen jako Farrah[2]
- Elke Biesendorfer jako Frieda Engels
- Julius Gause jako Jon Engels
- Elyas Eldridge jako Dio
- Toby Onwumere jako Godrey
- Mudar Ramadan jako Karim
- Joyce Abu-Zeid jako Alia

## Produkcja
Zdjęcia kręcono od końca września do połowy grudnia 2023 roku w Berlinie, Kolonii i Nairobi. Łącznie zaplanowano 50 dni zdjęciowych. Za muzykę w filmie odpowiedzialny był Johnny Klimek i Tom Tykwer, a za produkcję odpowiedzialni byli Uwe Schott i Tykwer.

## Premiera
Premiera filmu odbyła się 13 lutego 2025 roku w trakcie 75. Międzynarodowego Festiwalu Filmowego w Berlinie. Premiera filmu w niemieckich kinach planowana jest na 20 marca 2025 roku. Początkowo film miał być emitowany od 19 grudnia 2024 roku.